# Dorothy Dunnett
Dorothy Dunnett, OBE (* 25. August 1923 im schottischen Dunfermline; † 9. November 2001 in Edinburgh) war eine schottische Schriftstellerin. Sie war vor allem für ihre sechsteilige historische Romanserie um den Helden Francis Crawford of Lymond, The Lymond Chronicles, und die achtteilige Romanreihe The House of Niccolò bekannt.

## Leben
Sie verfasste außerdem einen Roman über den historischen Macbeth, King Hereafter (1982), sowie eine Reihe von zeitgenössischen Detektivromanen um den Porträtmaler und Agenten Johnson Johnson.
Dorothy Dunnett besuchte die Gillespie’s High School for Girls in Edinburgh, die auch die Autorin Muriel Spark zu ihren Schülerinnen zählte.
Neben ihrer schriftstellerischen Tätigkeit war Dunnett ausgebildete Malerin und wurde von zahlreichen prominenten schottischen Zeitgenossen mit der Ausführung von Porträts beauftragt. Viele ihrer Werke wurden in der Royal Scottish Academy ausgestellt.
Darüber hinaus war sie stark im kulturellen und sozialpolitischen Bereich ihrer schottischen Heimat engagiert. So war sie beispielsweise als Vorstandsmitglied der National Library of Scotland und des Edinburgh International Book Festival tätig und war lange Jahre im Aufsichtsrat von Scottish Television.
Dorothy Dunnett war seit 1946 mit Sir Alastair Dunnett, Chefredakteur von Schottlands bekanntester und renommiertester Tageszeitung, The Scotsman, verheiratet.

## Werke

### The Lymond Chronicles
Das Manuskript für Dunnetts erstes Werk, The Game of Kings, wurde von fünf britischen Verlagen abgelehnt, bevor es 1961 von dem amerikanischen Verlag Putnam veröffentlicht wurde. Über die nächsten 15 Jahre folgten 5 weitere Bände.
Die genau recherchierte Romanserie um den schottischen Adligen und Söldnerführer Francis Crawford of Lymond lässt das Europa des 16. Jahrhunderts in bildgewaltiger Sprache und lebendigem Detailreichtum erstehen und führt den Leser von den Höfen Maria Stuarts und Elisabeth I. über Frankreich, Malta und das Osmanische Reich bis ins Russland Iwans des Schrecklichen.
Die Bände der Reihe:
- The Game of Kings (1961) (dt. Das Königsspiel)
- Queen's Play (1964) (dt. Gefahr für die Königin)
- The Disorderly Knights (1966) (dt. Im Zeichen des Kreuzes)
- Pawn in Frankincense (1969)
- The Ringed Castle (1971)
- Checkmate (1975)

Lediglich die ersten drei Bände der Reihe sind auf Deutsch erschienen. Die deutschen Übersetzungen sind etwas gekürzt und werden dem Detailreichtum der Sprache und Anspielungen des englischen Originals nicht immer gerecht.

### The House of Niccolò/Das Haus Niccolò
Die im 15. Jahrhundert spielende Romanserie ist in der faszinierenden Welt des Handels und der Politik der europäischen Renaissance angesiedelt, vor deren Hintergrund der Leser den meteorhaften Aufstieg des Protagonisten Nicholas de Fleury (Niccolò) verfolgt.
Die einzelnen Bände sind:
- Niccolò Rising (1986) (dt. ehemals Die Farben des Reichtums. Der Aufstieg des Hauses Niccolò, jetzt Niccolòs Aufstieg ISBN 978-3-608-93741-1)
- Spring of the Ram (1987) (dt. ehemals Der Frühling des Widders. Die Machtentfaltung des Hauses Niccolò, jetzt Frühling des Widders ISBN 978-3-608-93742-8)
- Race of Scorpions (1989) (dt. ehemals Das Spiel der Skorpione. Niccolò und der Kampf um Zypern, jetzt Spiel der Skorpione ISBN 978-3-608-93743-5)
- Scales of Gold (1991) (dt. ehemals Das Gold von Timbuktu, jetzt Waagschalen aus Gold ISBN 978-3-608-93744-2)
- The Unicorn Hunt (1993) (dt. Einhornjagd ISBN 978-3-608-93745-9)
- To Lie with Lions (1995)
- Caprice and Rondo (1997)
- Gemini (2000)

Nachdem die erste deutschsprachige Ausgabe der Serie nach dem vierten Band vom Verlag eingestellt worden war, versuchte Klett-Cotta die vollständige Serie in einer kompletten Neuübersetzung neu aufzulegen. Aufgrund mangelnden kommerziellen Erfolges wurde dieser Versuch jedoch nach Erscheinen des fünften Bandes Einhornjagd aufgegeben.
Im Dezember 2007 ist bei dtv Niccolòs Aufstieg als Taschenbuch erschienen.

### Die Johnson Johnson-Romane
Neben den großangelegten historischen Romanreihen schrieb Dorothy Dunnett eine Reihe von lose verbundenen zeitgenössischen Kriminalromanen, in deren Zentrum der Porträtmaler und Agent Johnson Johnson steht. Die deutschen Ausgaben sind derzeit vergriffen. Die Dolly aus dem Titel ist die Segeljacht des Protagonisten.
- Dolly & the Bird of Paradise, auch erschienen als Tropical Issue (1983)  (dt. Dolly und der Paradiesvogel)
- Dolly & the Singing Bird, auch erschienen als Rum Affair oder The Photogenic Soprano (1968) (dt. Dolly und der Singvogel)
- Dolly & the Cookie Bird, auch erschienen als Ibiza Surprise oder Murder in the Round (1970) (dt. Dolly und der Lockvogel)
- Dolly & the Doctor Bird, auch erschienen als Operation Nassau oder Match for a Murderer  (1971) (dt. Dolly und der Todesvogel)
- Dolly & the Starry Bird, auch erschienen als Roman Nights oder Murder in Focus (1973) (dt. Dolly und der Nachtvogel)
- Dolly & the Nanny Bird, auch erschienen als Split Code (1976) (dt. Dolly und der Eisvogel)
- Moroccan Traffic, auch erschienen als Send a Fax to the Kasbah (1992) (dt. Tödliches Fax)

### Weitere Werke
Als ihr Meisterwerk betrachtete Dorothy Dunnett ihren Roman über den historischen Macbeth, der 1982 nach 5-jähriger Recherche unter dem Titel King Hereafter erschien.
Des Weiteren schrieb sie, gemeinsam mit ihrem Mann, den Text zu dem Bildband The Scottish Highlands (Fotos: David Paterson), erschienen 1988.
Eine zeitgenössische Kurzgeschichte The Proving Climb, auf der schottischen Insel St. Kilda spielend, erschien 1973 in der Anthologie Scottish Short Stories.
Die Fülle der historischen Anspielungen und Zitate in den Lymond Chronicles und im House of Niccolò führte zur Herausgabe von zwei „Begleitbänden“, die von Elspeth Morrison in Zusammenarbeit mit Dorothy Dunnett verfasst wurden. Dort finden Leser nähere Informationen zu den historischen Persönlichkeiten in den Romanen sowie Erklärungen zu klassischen Anspielungen und Hinweise auf die Quellen der verwendeten Zitate.
- Elspeth Morrison, The Dorothy Dunnett Companion, 2 Bände, nur in GB/USA erschienen

## Auszeichnungen und Ehrungen
1992 wurde Dorothy Dunnett für ihre Verdienste um die Literatur mit dem OBE ausgezeichnet. The Game of Kings wurde 2005 von Lesern unter den „100 Best Scottish Books of All Time“ auf den zweiten Platz gewählt. Am 22. April 2006 wurde im Makars' Court in Edinburgh in einer feierlichen Zeremonie ein Gedenkstein für Dorothy Dunnett enthüllt. Im Makars' Court wird Schottlands literarisches Erbe geehrt; Dunnetts Gedenkstein liegt neben Gedenksteinen für literarische Größen wie Robert Louis Stevenson, Robert Burns und Sir Walter Scott.

## Fangemeinde
Dorothy Dunnett hat eine aktive, weltweite Fangemeinde, die mit regelmäßigen Treffen und Veranstaltungen sowie in mehreren Diskussionsgruppen im Internet das Interesse an den Werken Dunnetts am Leben hält.
Im Zentrum steht die von Dorothy Dunnett selbst ins Leben gerufene Dorothy Dunnett Society, die es sich zur Aufgabe gemacht hat, das öffentliche Interesse an den Werken Dorothy Dunnetts und am historischen Hintergrund ihrer Bücher zu fördern. Die Dorothy Dunnett Society gibt eine vierteljährliche Zeitschrift, Whispering Gallery heraus, die in alle Welt versandt wird. Die Jahreshauptversammlung der Society findet jedes Jahr im Frühjahr in Schottland statt.